# Transparencia Internacional

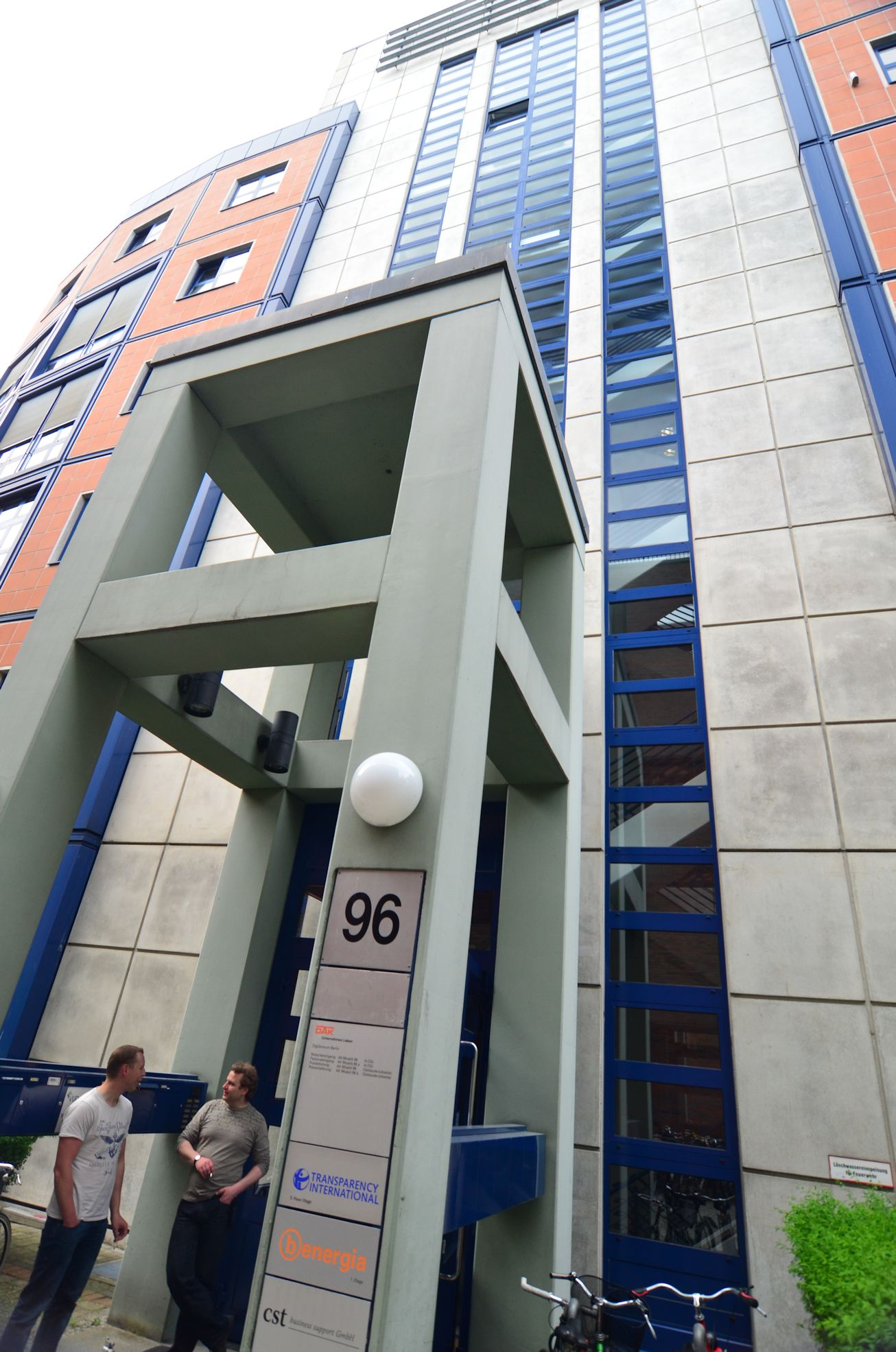
Sede en Berlín

Transparencia Internacional (TI) es una organización no gubernamental que promueve medidas contra crímenes corporativos y corrupción política en el ámbito internacional. Se fundó en 1993. Publica anualmente el Índice de Percepción de Corrupción, una lista corporativa de corrupción a nivel mundial. La sede se encuentra en Berlín, Alemania, pero opera en más de un centenar de países.
Define la corrupción como un abuso de poder para beneficios privados que finalmente perjudica a todos y que depende de la integridad de las personas en una posición de autoridad.
Transparencia Internacional está formada por más de 100 delegaciones (oficinas locales y organizaciones filiales) que luchan contra la corrupción en sus respectivos países. Desde un pequeño soborno, hasta los mayores desfalcos. La corrupción difiere de un país a otro. En las delegaciones de TI cuentan con expertos locales que están en una posición ideal para determinar las prioridades y los enfoques más adecuados para combatir la corrupción en sus países. Visitan a las comunidades rurales para proporcionar asistencia legal gratuita para asesorar a su gobierno sobre la reforma política. La corrupción no se detiene en las fronteras nacionales. Dichas delegaciones tienen un papel crucial en la formación de su trabajo colectivo y la realización de sus objetivos regionales y mundiales, tales como la Estrategia 2015. Iniciativas de investigación y sensibilización llevadas a cabo en varios países, son propugnadas por Transparencia Internacional, mediante las mismas delegaciones.
TI tiene también como ideal absoluto y rotundo que no se considera afín a ningún partido y defiende totalmente su independencia política. En 2013 Transparencia Internacional publicó un índice, que en inglés se denomina Government Defence Anti-corruption Index, con el que mide la corrupción en el Departamento de Defensa de 82 países. Algunos de los gobiernos expresaron que la metodología del informe criminaliza. Mark Pyman defendió el informe en una entrevista, y destacó la importancia de la transparencia en el sector militar. Además dijo que TI tiene la idea de publicar dicho índice cada dos años.
Desde 2003, el presidente del Consejo de Administración es Peter Eigen.
Transparencia Internacional gestionaba un presupuesto de 21.185.747 euros en 2022. Su principal fuente de financiación son agencias gubernamentales de diversos países, especialmente de Alemania, y agencias multilaterales como la Comisión Europea. A estas fuentes les siguen las fundaciones y el sector privado.
En sus principales encuestas, Transparency International no mide el peso de la corrupción en términos económicos para cada país. Desarrolla un Índice de Percepción de la Corrupción (IPC) basado en encuestas realizadas por estructuras privadas u otras ONG: la Economist Intelligence Unit, del semanario liberal británico The Economist, la organización neoconservadora estadounidense Freedom House, el World Economic Forum, o grandes corporaciones. El IPC ignora los casos de corrupción que afectan al mundo de los negocios. Así que, el colapso de Lehman Brothers (2008) o la manipulación del tipo de referencia del mercado monetario (Libor) por parte de los principales bancos británicos revelada en 2011 no afectó a las calificaciones de Estados Unidos o Reino Unido.

## Historia
Transparencia Internacional se fundó en La Haya, Países Bajos, el 9 de febrero de 1993, a iniciativa de Peter Eigen, exdirector regional del Banco Mundial. Transparencia Internacional fue registrada en Berlín, Alemania, el 15 de junio de 1993. Entre otros los fundadores fueron: Peter Eigen, Michael J. Hershman, exmiembro de los servicios de inteligencia del Ejército de los Estados Unidos, y Frank Vogl, asesor de comunicaciones para el mundo de las finanzas a través del Banco Mundial.
En 1995, TI creó el Índice de Percepción de Corrupción, que clasifica a las naciones según su prevalencia de corrupción. Su metodología se basa en encuestas llevadas a cabo a personas de negocios. Se publica anualmente. Fue criticado por su mala metodología y el tratamiento injusto de las naciones en vías de desarrollo, a la vez que fue elogiado por poner de relieve la corrupción en los diferentes países.
En 1999, TI empezó a publicar el Índice de las Fuentes de Soborno, en el que clasifica las naciones de acuerdo con la facilidad de que las multinacionales de un país dan sobornos.

## Organización e ideales
Transparencia Internacional se organiza en más de 100 delegaciones, con una secretaría internacional en Berlín, Alemania. TI es ahora una organización internacional no gubernamental sin fines de lucro, y se dice que está avanzando hacia una estructura organizativa completamente democrática. La TI dice de sí misma:
"Transparencia Internacional es una organización de la sociedad civil que lidera la lucha contra la corrupción. Se une a las personas en una poderosa coalición mundial para poner fin a los efectos devastadores de la corrupción en los hombres, mujeres y niños de todo el mundo. La misión de TI es provocar un cambio en todo el mundo, para convertirlo en zona libre de corrupción."
Desde 1995, TI publica el Índice de percepción de corrupción, el Informe global de la corrupción, el Barómetro global de la corrupción y el Índice de fuentes de soborno.
Transparencia Internacional no asume las investigaciones sobre los costes individuales de la corrupción o exponer casos concretos. Desarrolla herramientas para combatir la corrupción y trabaja con otras organizaciones de la sociedad civil, las empresas y los gobiernos para implementarlos. El objetivo de TI es no ser partidista y construir coaliciones contra la corrupción.
El mayor éxito de Transparencia Internacional ha sido colocar el tema de la corrupción en la agenda del mundo. Instituciones internacionales como el Banco Mundial y el Fondo Monetario Internacional ahora ven la corrupción como uno de los principales obstáculos para el desarrollo, mientras que antes de la década de 1990 este tema no se analizaba a fondo. Transparencia Internacional, además, desempeñó un papel fundamental en la introducción de la Convención de las Naciones Unidas contra la Corrupción y en la Convención contra el Soborno de la OCDE.

## Índice de percepción de la corrupción
El índice de percepción de corrupción —además del índice de corrupción del Banco Mundial— es la medida más utilizada para evaluar la corrupción en los países que son analizados. Con base en el número de casos reales de corrupción no funcionaría ya que las leyes y la aplicación de las mismas difieren significativamente de un país a otro.
El índice de percepción de corrupción ha recibido críticas en los últimos años: la primera de ellas se deriva de la dificultad de medir la corrupción, que por definición sucede detrás de forma anónima o secreta. Por lo tanto, dicho índice tiene que confiar en la encuesta de terceros que ha sido clasificada como poco fiable. Los datos pueden variar ampliamente dependiendo de la percepción de un país, la totalidad de la encuesta o la metodología utilizada. El segundo problema es que los datos no son comparables entre los años analizados, a causa de que la propia organización ha ido utilizando diferentes metodologías. Esto hace que sea difícil evaluar el resultado de las nuevas políticas llevadas a cabo por los actuales gobiernos o simplemente controlar su misma evolución. Los autores del índice de percepción de corrupción se defienden delante de estas críticas recordando que el índice está destinado para medir la percepción de la corrupción no la realidad. Argumentan que la percepción de la corrupción es el problema que viola los derechos, ya que las personas y las empresas toman decisiones mediante percepciones.

## Competitividad y la corrupción
Una revisión de los vínculos entre la competitividad de los países y la incidencia de la corrupción se inició en un taller de Transparencia Internacional en Praga (República Checa) en noviembre de 1998 y se puso en marcha en la Conferencia Internacional contra la Corrupción, tres años más tarde.
Mara Faccio, de la Universidad de Purdue, ha publicado una serie de documentos sobre el tema, entre ellos un estudio titulado "Diferencias entre las compañías con vínculos políticos y las compañías sin vínculos políticos"

## Transparencia Internacional en España y en América Latina

### España
En España la organización comenzó a trabajar en 2000. Está gestionada por la Fundación José Ortega y Gasset y, en la actualidad, la presidencia es de Silvia Bacigalupo, que fue coordinadora de las áreas relacionadas con la transparencia del programa electoral del PSOE con Pedro Sánchez como candidato. También se contempló la posibilidad de que formara parte de su Gobierno.
La organización Transparencia Internacional España cuenta con cuatro índices de Transparencia:
- Índice de Ayuntamientos (ITA)
- Índice de las Comunidades Autónomas (INCAU)
- Índice de las Diputaciones (INDIP)
- Índice de la Gestión del Agua (INTRAG)

Tal y como figura en los estados financieros del año 2017 que la propia organización tiene en su página web: "Los ingresos reflejados contablemente son los derivados fundamentalmente del citado proyecto Integridad, así como de las aportaciones antes mencionadas, y los gastos fundamentalmente son los derivados de dicho proyecto, así como de la elaboración de los Índices de transparencia y del mantenimiento y consumos relacionados con la página web institucional". El proyecto integridad es financiado por la empresa Siemens, empresa que se vio envuelta en escándalos de corrupción.

### Chile
En Chile, TI trabaja a través del Capítulo Chileno de Transparencia Internacional, Chile Transparente (). Actualmente Susana Sierra es la presidenta y Alberto Precht es el director ejecutivo de la organización, quien además forma parte del Directorio a nivel mundial de Transparencia Internacional.
Actualmente realiza el "Índice de Transparencia en los Partidos Políticos" (), el "TRAC nacional" (), el "Índice de Transparencia Corporativa" () y próximamente realizará el "Observatorio del gasto fiscal chileno". Asimismo, participa en el "Índice de Percepción de la Corrupción" (), "Índice de Transparencia Legislativa" () y "Transparency in Corporate Reporting" ().
Además, cuenta con una amplia gama de herramientas () creadas a lo largo de su existencia () y es una organización no gubernamental pionera en realizar una rendición de cuentas pública en su página web ()

### Nicaragua
En Nicaragua, TI trabaja mediante la Fundación Grupo Cívico Ética y Transparencia, como delegación nacional.

### Argentina
En Argentina, TI trabaja mediante la Fundación Poder Ciudadano (poderciudadano.org (enlace roto disponible en Internet Archive; véase el historial, la primera versión y la última).), como delegación nacional, que fue fundada en 1989. 
Poder Ciudadano es una fundación sin fines de lucro y apartidaria que surge como iniciativa de un grupo de ciudadanos preocupados por la defensa de los derechos cívicos en el país. Actualmente Pablo Secchi ( Archivado el 28 de febrero de 2018 en Wayback Machine.) es el director ejecutivo de la fundación y su equipo se encuentra conformado por Rosario Pavese (), Melisa Álvarez y Catalina Lappas.
Fundación Poder Ciudadano cuenta con el Centro de Asistencia Legal Anticorrupción (ALAC), mediante el cual brinda atención y asesoría legal a víctimas o testigos de corrupción, el mismo se encuentra a cargo del Dr. Germán Emanuele ( Archivado el 28 de febrero de 2018 en Wayback Machine.).
El objetivo de Poder Ciudadano es el de promover la participación ciudadana y brindar conciencia a la población sobre los problemas de interés público que requieren del compromiso y de la participación de los ciudadanos. Su misión es la de promover la participación ciudadana, la transparencia, y el acceso a la información pública para luchar contra la corrupción fortaleciendo las instituciones democráticas a través de la acción ciudadana colectiva.

### México
Transparencia Mexicana, la Delegación Nacional de Transparencia Internacional en México, surge en 1999. En el 2001 es publicado el Índice Nacional de Corrupción y Buen Gobierno (INCBG), el cual sirvió para medir experiencias y percepciones sobre la corrupción.
En el año 2009 Transparencia Mexicana creó la Iniciativa para el Fortalecimiento de la Institucionalidad de los Programas Sociales, a través del cual las dependencias federales y estatales rinden cuentas de sus programas sociales.

### Colombia
Transparencia por Colombia, la Delegación Nacional de Transparencia Internacional en Colombia, surge en 1998. La Corporación adoptó el modelo de trabajo "Sistema Nacional de Integridad" diseñado por Transparencia Internacional, y lo adaptó a las condiciones del país. Desarrolló una metodología con la que pretende impactar de manera simultánea e intersectorial las instituciones públicas del Estado colombiano, el sector empresarial que invierte en el país y la sociedad civil nacional, que ejerce control social para la defensa de lo público.
Cuenta con las siguientes mediciones:
- Índice de Transparencia Nacional (ITN)
- Índice de Transparencia Departamental (ITD)
- Índice de Transparencia Municipal (ITM)
- Encuesta Nacional de Prácticas Contra el Soborno en Empresas Colombianas
- Medición de Transparencia Empresarial (MTE)
- Índice de Transparencia y Acceso a la información (ITA)

### Perú
El capítulo peruano de Transparencia Internacional se llama Proética. Fue creada en 2002 como la primera ONG del país exclusivamente dedicada a la lucha contra la corrupción. Este cuenta con un comité ético para la toma de decisiones en casos varios, y recibe el apoyo de USAID. Se desarrolla como un cúmulo de otras organizaciones de larga trayectoria: el Instituto de Prensa y Sociedad (IPYS), la Asociación Civil Transparencia (ACT) y la Comisión Andina de Juristas (CAJ).
El 6 de octubre de 2020, Proética, junto a representantes de las comunidades indígenas del país, expusieron en una audiencia de la Comisión Interamericana de Derechos Humanos (CIDH) casos en los que la corrupción ha generado violaciones a los derechos de los pueblos indígenas.

### Venezuela
En Venezuela, Transparencia Internacional opera como Transparencia Venezuela. Fue fundada en 2004. En septiembre de 2018, la directora ejecutiva de Transparencia Venezuela, Mercedes de Freitas, compareció ante el Consejo de Seguridad de las Naciones Unidas para hablar de la corrupción en el país. En marzo de 2025 Transparencia Venezuela fue obligada a salir del país ante el “alarmante” aumento de la persecución y criminalización por parte del gobierno. De acuerdo con estimaciones de Transparencia Venezuela, hasta 2025 se han sustraído de la nación suramericana más de 72.340 millones de dólares donde se registra “Una cifra conservadora porque se refiere solo al 60 % de los 173 casos que procesan los sistemas de justicia de 30 países”.